# Amphisbaena scutigerum
Espèce
Synonymes
- Cephalopeltis cuvieri Müller, 1832
- Lepidosternon hemprichii Wiegmann & Ruthe, 1831

Statut de conservation UICN

 DD  : Données insuffisantes
Amphisbaena scutigerum est une espèce d'amphisbènes de la famille des Amphisbaenidae.

## Répartition
Cette espèce est endémique de l'État de Rio de Janeiro au Brésil.

## Publication originale
- Hemprich, 1820 : Amphisbaenarum generis novas species duas descripsit. Verhandlungen der Gesellschaft Naturforschender Freunde zu Berlin, vol. 1, n. 2, p. 129-130.